# Carl Olsen
Carl Olsen (28. juli 1896 i København - 8. august 1915) var en dansk fodboldspiller. Han rykkede han straks ind som back på B.93 1. hold da han blev senior. Til trods for sin unge alder nåede han at spille 28 kampe.
Carl Olsen var en ivrig rosportsmand og omkom under en rotur i Øresund i en alder af kun 19 år, ingen af de tre i båden overlevede ulykken.